# Campeonato Regional del Norte
El Campeonato Regional del Norte fue una competición oficial de fútbol a nivel regional que disputaron desde 1913 hasta 1922 los clubes adscritos a la Federación Regional Norte, conformada por conjuntos vizcaínos y cántabros. A partir de entonces la federación norteña adoptó el nombre de Federación Vizcaína, motivo por el que los equipos cántabros marcharon para fundar la Federación Cántabra de Foot-Ball bajo el nombre de Comité Cántabro, dando con la extinción del estamento norteño.
Desde su edición inicial servía para elegir al representante de la región en el Campeonato de España —actual Copa del Rey—, junto a los campeones de las restantes federaciones regionales.

## Historia
El torneo se puso en marcha en 1913, tras la creación de la Federación Norte de Fútbol, inicialmente compuesta por clubes de las provincias Vascongadas (Vizcaya, Guipúzcoa y Álava) y de la provincia de Santander (actual Cantabria). La primera edición del Campeonato regional del Norte arrancó el 12 de octubre de 1913, con seis equipos: tres vizcaínos (Athletic Club, Arenas Club de Getxo y Deportivo de Bilbao) y tres guipuzcoanos (Real Sociedad, Sporting de Irún y Racing de Irún). El Athletic fue el primer campeón.
En 1916 la Federación Española de Fútbol acordó que los clubes de Santander abandonasen la Federación Norte para agregarse a la recién fundada Federación Cantábrica, aunque volverían a reintegrase en ella dos años después.
Tras varios desacuerdos entre los clubes de Vizcaya y Guipúzcoa, en 1918 el Comité Nacional de la Federación Española acordó dividir la Federación Norte en estas dos regiones. Así pues, la temporada 1918/19 los clubes guipuzcoanos pusieron en marcha su propio campeonato mientras que el Campeonato Norte continuó con los equipos vizcaínos y el reingreso del Racing de Santander, en representación de los clubes cántabros.
En 1922 los clubes de la provincia de Santander abandonaron definitivamente la Federación Norte para crear su propio organismo federativo, que puso en marcha el  Campeonato Regional Cántabro. Ese mismo año, la asamblea de la Federación del Norte acordó el cambio de nombre por el de Federación Vizcaína, quedando compuesta exclusivamente por equipos de la provincia de Vizcaya.

## Historial
Nombres y banderas de los equipos según la época. En temporadas con sistema de liga se indica como resultado definitorio los producidos entre los dos mejores equipos finales pese a que no fuesen resolutorios.
| Temporada                     | Campeón                       | Resultado                     | Subcampeón                    | Notas                         |
| Campeonato Regional del Norte | Campeonato Regional del Norte | Campeonato Regional del Norte | Campeonato Regional del Norte | Campeonato Regional del Norte |
| ----------------------------- | ----------------------------- | ----------------------------- | ----------------------------- | ----------------------------- |
| 1913-14                       | Athletic Club                 |                               | Real Sociedad                 | Liga de 6 equipos.            |
| 1914-15                       | Athletic Club                 |                               | Arenas Club                   | Liga de 6 equipos.            |
| 1915-16                       | Athletic Club                 |                               | Real Sociedad                 | Liga de 7 equipos.            |
| 1916-17                       | Arenas de Guecho              |                               | Athletic Club                 | Liga de 7 equipos.            |
| 1917-18                       | R. U. C. Irún                 |                               | Arenas de Guecho              | Liga de 4 equipos.            |
| 1918-19                       | Arenas de Guecho              |                               | Santander R. C.               | Liga de 5 equipos.            |
| 1919-20                       | Athletic Club                 |                               | Santander R. C.               | Liga de 5 equipos.            |
| 1920-21                       | Athletic Club                 |                               | Arenas de Guecho              | Liga de 5 equipos.            |
| 1921-22                       | Arenas de Guecho              |                               | Santander R. C.               | Liga de 5 equipos.            |